# Martelange
Martelange (niem. Martelingen; wa. Måtlindje; lb. Maartel, Marteleng, Mârtelengen) – miejscowość i gmina w Belgii, w Regionie Walońskim, w prowincji Luksemburg, w okręgu Arlon. 1 stycznia 2024 roku liczyła 2064 mieszkańców.

## Podział administracyjny
W skład gminy nie wchodzi żadna dzielnica (section).

## Współpraca
Miejscowość partnerska:
- Bussières, Francja